# Traian (Brăila)
Traian è un comune della Romania di 3 636 abitanti, ubicato nel distretto di Brăila, nella regione storica della Muntenia.
Il comune è formato dall'unione di 4 villaggi: Căldărușa, Silistraru, Traian, Urleasca.